# بن گلدوین
بن گلدوین (انگلیسی: Ben Gladwin؛ زادهٔ ۸ ژوئن ۱۹۹۲) بازیکن فوتبال اهل بریتانیا است.
از باشگاه‌هایی که در آن بازی کرده‌است می‌توان به باشگاه فوتبال مارلو، باشگاه فوتبال هیز و یدینگ یونایتد، باشگاه فوتبال کویینز پارک رنجرز، باشگاه فوتبال سوئیندون تاون، باشگاه فوتبال سالزبری سیتی، باشگاه فوتبال ردینگ تاون، باشگاه فوتبال بریستول سیتی، و باشگاه فوتبال بورنهام اشاره کرد.